# イグナティエヴォ
イグナティエヴォ（ブルガリア語: Игнатиево, Ignatievo, [iɡˈnatievo]）は、ブルガリアのヴァルナ州アクサコヴォ市（基礎自治体）にある町。